# Parti libéral vaudois
Le Parti libéral vaudois (PLR.Les libéraux Vaud de 2009 à 2012) est un ancien parti politique vaudois de centre droit. Fondé en 1830, il prône une économie libérale ainsi qu'une politique sociétale moderne et libérale, entourée d'éthique.
À la suite de la fusion du Parti libéral suisse et du Parti radical-démocratique en 2009, les sections vaudoises des deux partis fusionnent pour devenir le Parti libéral-radical vaudois en 2012.

## Histoire
Le PLR.Les libéraux Vaud compte depuis les élections de 2007 19 sièges au Grand Conseil vaudois sur 150, 1 conseiller d'État au Conseil d'État sur 7, Philippe Leuba dès le 1er juillet 2007 et 1 conseiller national, Claude Ruey.